# 造語
造語（ぞうご、英: 動詞 coin a phrase、名詞 neologism; coined word又はphrase）とは、新たに語（単語）を造ることや、既存の語を組み合わせて新たな意味の語を造ること、また、そうして造られた語である。新たに造られた語については、新語または新造語とも呼ばれる。
現在伝わっている全ての語は、いずれかの時代に何らかの意図や必要性によって造語されたものである。従って、「その語が造語（されたもの）であるかどうか」という分類は意味を成さない。しかし、その語がいつ、誰に、どうして作られたのかといった情報は、その語が用いられる分野を歴史的に捉える上での大きな手がかりとなる。
造語が行われるのは、主に次のような場合である。
1. それまでに無かった新しいもの（発明品や製品、思想など）に命名する場合。
  - 「食育」、「協働」など。
  - それまでに無かった新しいものが出来たために「それまでにあったものに」区別の為に命名される造語。レトロニムという。携帯電話普及後の造語である「固定電話」など。
2. 他言語の言葉やものを示そうとする際に、対応する適当な語が存在しない場合。
  - 「野球」など。
3. 既存の言葉で表すと冗長となるものを短縮しようとする場合。
  - 「ネチケット（インターネット上のエチケット）」、「ブログ（ウェブ上のログ）」など。
4. 文学や美術などの芸術作品において、作者がその意図を既存の言葉で表現できない場合。
5. 既存の言葉を使用することによって生じる法的責任や道義的責任を回避・曖昧化しようとする場合。
  - 「アレル物質」（家電業界におけるアレルゲン（アレルギー物質）の言い換え。薬事法の適用回避）など。
6. 人工言語を作る際に単語を必要とする場合。
  - エスペラント（ルドヴィコ・ザメンホフが作成した人工言語の一種で、国際補助語としては最も多くの人数が母国語として使用している）など。

## 著名人によって作られた造語
- 夏目漱石の造語として「新陳代謝」、「反射」、「無意識」、「価値」、「電力」等が挙げられる。他にも「肩が凝る」という表現も一例として挙げられることがあるが、実際は18世紀末頃からの歌舞伎、滑稽本にも用例が見られる[要出典]ため、夏目漱石の造語ではないと考えられる。
- 藤子・F・不二雄が「SF」を「すこし・ふしぎ」と称したように既存の言葉に新たな意味を持たせる場合もある。

## 人工言語における造語
人工言語を作成するにおいて、新規の大量の造語は不可欠である。